# Bernhard Asmus von Zastrow
Bernhard Asmus von Zastrow (* 1696 in Kölpin im Kreis Neustettin; † 25. April 1757 bei Aussig) war preußischer Generalmajor.

## Familie
Bernhard Asmus von Zastrow entstammte der adligen Familie Zastrow, er war ein Sohn des Bernd Christian von Zastrow (1644–1717), Erbherr auf Kölpin, Bärwalde und Neuhof, und der Margarethe Hedwig von Hechthausen a.d.H. Zarnewantz. Er war vermählt mit Ermuthe Sophie von Bose (1706–1765).

## Leben
Zunächst war Zastrow für acht Jahre Page bei Georg I. in Hannover. 1716 stand er im Rang eines Fähnrichs in der preußischen Armee beim damaligen Regiment Nr. 24 „v. Schwendy“. 1740 wurde er zum Kapitän befördert, im selben Jahr noch zum Major.
1742 zeichnete sich Zastrow in der Schlacht bei Chotusitz aus, wurde verwundet und erhielt anschließend den Orden Pour le Mérite. 1745 folgte die Beförderung zum Oberstleutnant und 1747 zum Oberst. Im selben Jahr wurde er Stadtkommandant von Frankfurt, folgte damit Major Friedrich Julius von Schwerin in diesem Amt und bezog das Kommandantenhaus in der Oderstraße 27. Im Jahre 1756 wurde Zastrow zum Generalmajor befördert und Chef des Infanterieregiments No. 20. Auf dem Marsch seines Regimentes von Aussig nach Lowositz, beim Übertritt über die Elbe, getroffen von einer Musketenkugel, ist Zastrow im Siebenjährigen Krieg gefallen. Er wurde in der Kirche von Gottleuba beigesetzt.